# セルゲイ・アレクセーエフ
セルゲイ・アンドレーエヴィチ・アレクセーエフ（ロシア語: Сергей Андреевич Алексеев、ロシア語ラテン翻字: Sergei Andreevich Alexeev、1995年1月5日 - ）は、ロシア出身の男性フィギュアスケート選手（ペア）。パートナーはカミラ・ガイネトディノワなど。

## 主な戦績
| 大会/年           | 2014-15 |
| ----------------- | ------- |
| ロシアJr.選手権   | 11      |
| JGPファイナル     | 5       |
| JGPタリン杯       | 2       |
| JGPチェコスケート | 3       |

### 詳細
| 2014-2015 シーズン    |                                                            |          |         |           |
| 開催日                | 大会名                                                     | SP       | FS      | 結果      |
| 2015年2月4日 - 7日    | ロシアジュニアフィギュアスケート選手権（ヨシュカル・オラ） | 10 47.00 | 9 83.37 | 11 130.37 |
| 2014年12月11日 - 14日 | 2014/2015 ISUジュニアグランプリファイナル（バルセロナ）    | 5 46.59  | 5 83.55 | 5 130.14  |
| 2014年9月24日 - 28日  | ISUジュニアグランプリ タリン杯（タリン）                   | 3 46.30  | 2 91.01 | 2 137.31  |
| 2014年9月3日 - 7日    | ISUジュニアグランプリ チェコスケート（オストラヴァ）       | 3 49.20  | 3 85.23 | 3 134.43  |